# 1800 no Brasil
Esta é uma cronologia dos fatos acontecimentos de ano 1800 no Brasil.

## Incumbentes
- José Luís de Castro, Conde de Resende, Vice-Rei do Brasil de 1790 a 1801.

## Eventos
- O militar e político Cândido Xavier de Almeida e Sousa (São Paulo, 1748 — Santos, 25 de dezembro de 1831) é enviado ao Mato Grosso para tratar dos limites de fronteira com o Paraguai e comandar o Forte de Coimbra.

## Nascimentos
- Frederico Carneiro de Campos, militar e político brasileiro. (m.1867)
- 12 de janeiro: Joaquim Vieira da Silva e Sousa, juiz e político brasileiro.(m. 1864)
- 18 de janeiro: Antônio Pereira Barreto Pedroso, político brasileiro. (m. 1883)
- 22 de abril: Francisco Sotero dos Reis, jornalista, poeta e escritor brasileiro. (m. 1871)

## Mortes
- 9 de novembro: Domingos Caldas Barbosa, sacerdote, poeta e músico brasileiro (n. 1739)